# Quintette à vent français
Pour les articles homonymes, voir Quintette à vent (homonymie).
Le Quintette à vent français est un ensemble de musique de chambre fondé à Paris en 1945 par Jean-Pierre Rampal à l'âge de 25 ans et dissous en 1968.
Le quintette commande  régulièrement des compositions à des compositeurs contemporains.

## Membres

### Flûte
- Jean-Pierre Rampal (1945-1965)
- Maxence Larrieu (1965-1968)

### Hautbois
- Pierre Pierlot (1945-1968)

### Clarinette
- Jacques Lancelot (1946-1968)

### Basson
- Maurice Allard (1945-1948)
- Paul Hongne (1948-1968)

### Cor
- M. Manem (1945-1946)
- Xavier Delwarde (1946-1948)
- Gilbert Coursier (1949-1968)

## Créations
Œuvres de Henri Tomasi, Georges Migot, Jean-Michel Damase, Marcel Bitsch, Claude Arrieu.